# Otto Hermann Hampel

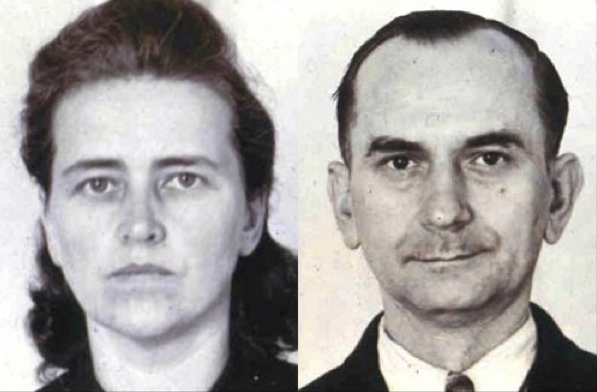
Elise und Otto Hampel (1942)

Otto Hermann Hampel (* 21. Juni 1897 in Mühlbock; † 8. April 1943 in Berlin-Plötzensee) war ein deutscher Widerstandskämpfer gegen den Nationalsozialismus. Er war seit dem 23. Januar 1937 mit der Widerstandskämpferin Elise Hampel verheiratet.

## Widerstand
Nach dem Ersten Weltkrieg arbeitete Otto Hampel im Berliner Kabelwerk von Siemens-Schuckert. Von 1928 bis 1933 war er Mitglied des Stahlhelms. Als sein Schwager während des Westfeldzugs gegen Frankreich gefallen war, wurden die Eheleute zu Gegnern des Regimes. Das Paar wohnte im Haus Amsterdamer Straße 10 im Arbeiterviertel Wedding. Zwischen September 1940 und September 1942 verfassten Elise und Otto Hampel Postkarten und etwa 200 Handzettel, in denen sie zum Widerstand gegen den Nationalsozialismus und zur Behinderung der Kriegsplanungen aufriefen und die sie in Treppenhäusern überwiegend im Umfeld ihrer Wohnung in Berlin-Wedding niederlegten. Nahezu alle Postkarten des Ehepaars wurden von den Findern sofort bei der Polizei oder der Gestapo abgegeben. Trotz Ermittlungen dauerte es zwei Jahre, bis die Urheber auf Grund des Hinweises einer Denunziantin, Gertrude Waschke, gefasst wurden.
Nachdem sie verraten worden waren, wurden die Hampels am 20. Oktober 1942 verhaftet. Am 22. Januar 1943 wurden sie vom 2. Senat des Volksgerichtshofes wegen „Zersetzung der Wehrkraft“ und „Vorbereitung zum Hochverrat“ zum Tode verurteilt und am 8. April 1943 in Plötzensee hingerichtet.

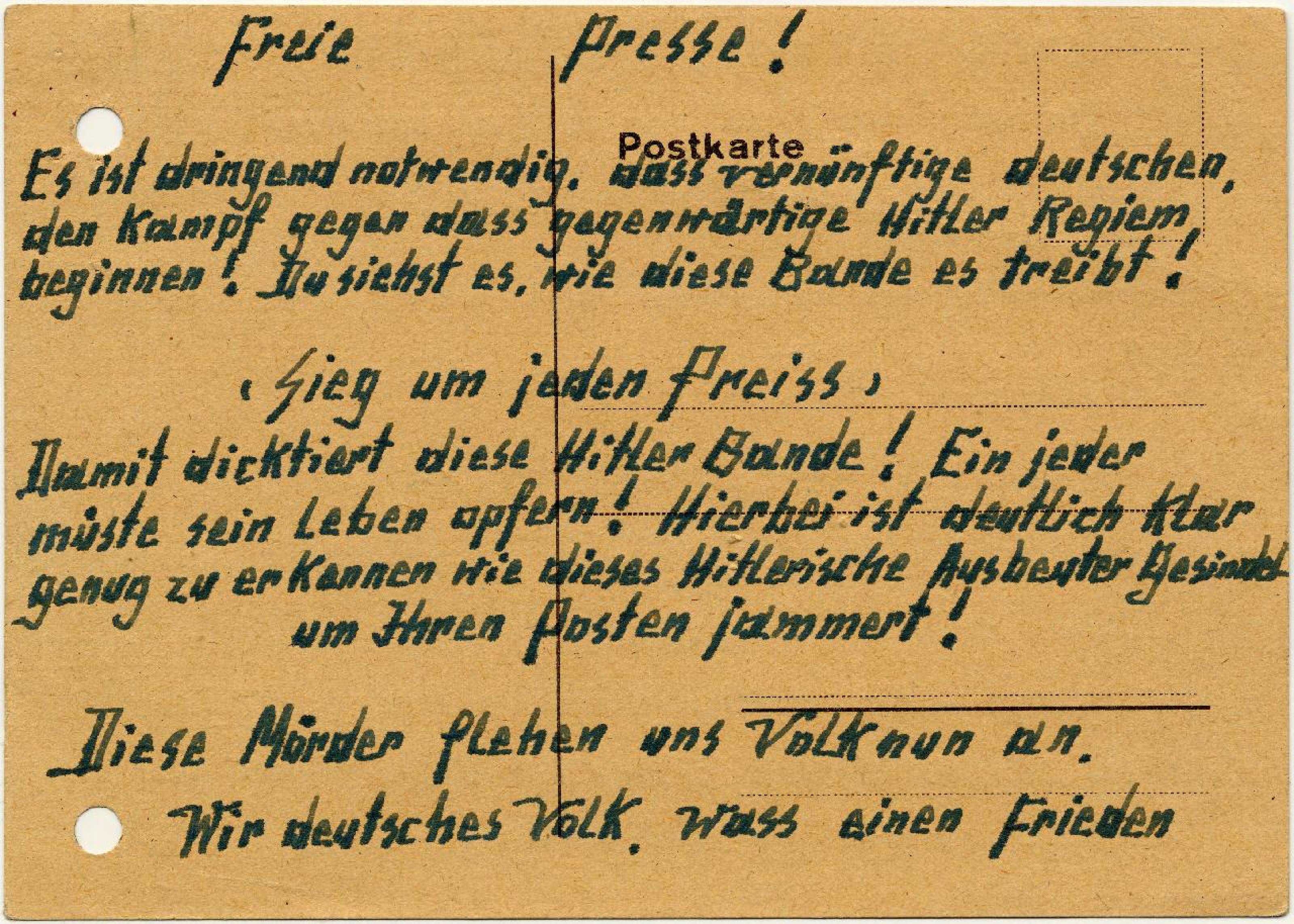
Postkarte
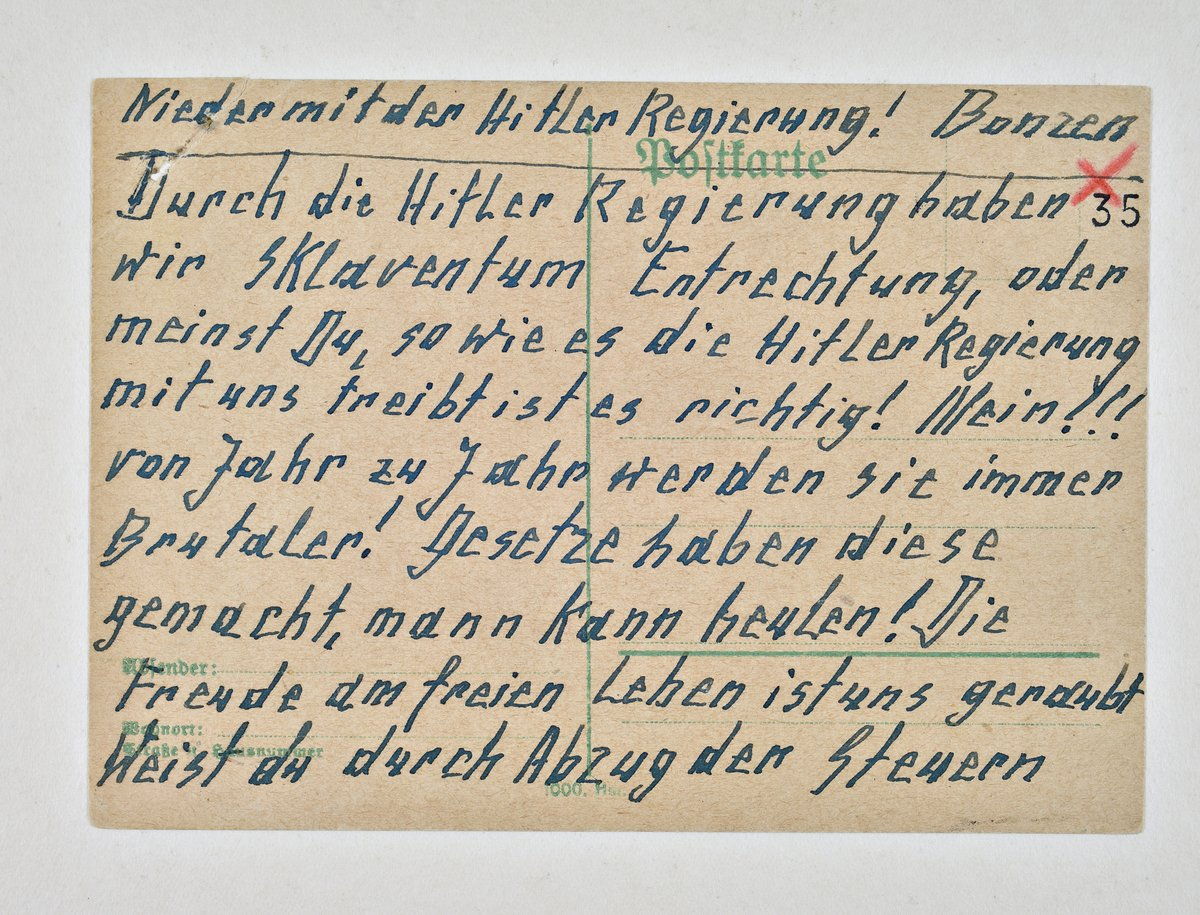
Postkarte

## Gedenken
Das Schicksal des Ehepaars Hampel wurde 1947 zum Vorbild für Hans Falladas Roman Jeder stirbt für sich allein. Die Geschehnisse des Romans folgen in groben Zügen den von Fallada recherchierten Prozessakten, die er von Johannes R. Becher zu diesem Zweck erhalten hatte.
Am Nachkriegsbau Amsterdamer Straße 10 im Berliner Ortsteil Wedding wurde am 8. April 1989 zur Erinnerung die abgebildete Gedenktafel für das Ehepaar angebracht; das ursprüngliche Wohnhaus der Hampels war durch eine Fliegerbombe zerstört worden.
Bemühungen, den Vorplatz des Rathauses Wedding nach dem Ehepaar Hampel zu benennen, scheiterten im Jahr 2016. Im April 2018 wurde der Abschnitt der Limburger Straße zwischen Genter Straße und Müllerstraße, der als Fußgängerweg an der Rathauskantine vorbeiführt, nach Elise und Otto Hampel benannt. Am 21. Juli 2018 wurde auf dem Vorplatz des Rathauses Wedding eine Gedenkstele für das Ehepaar eingeweiht.

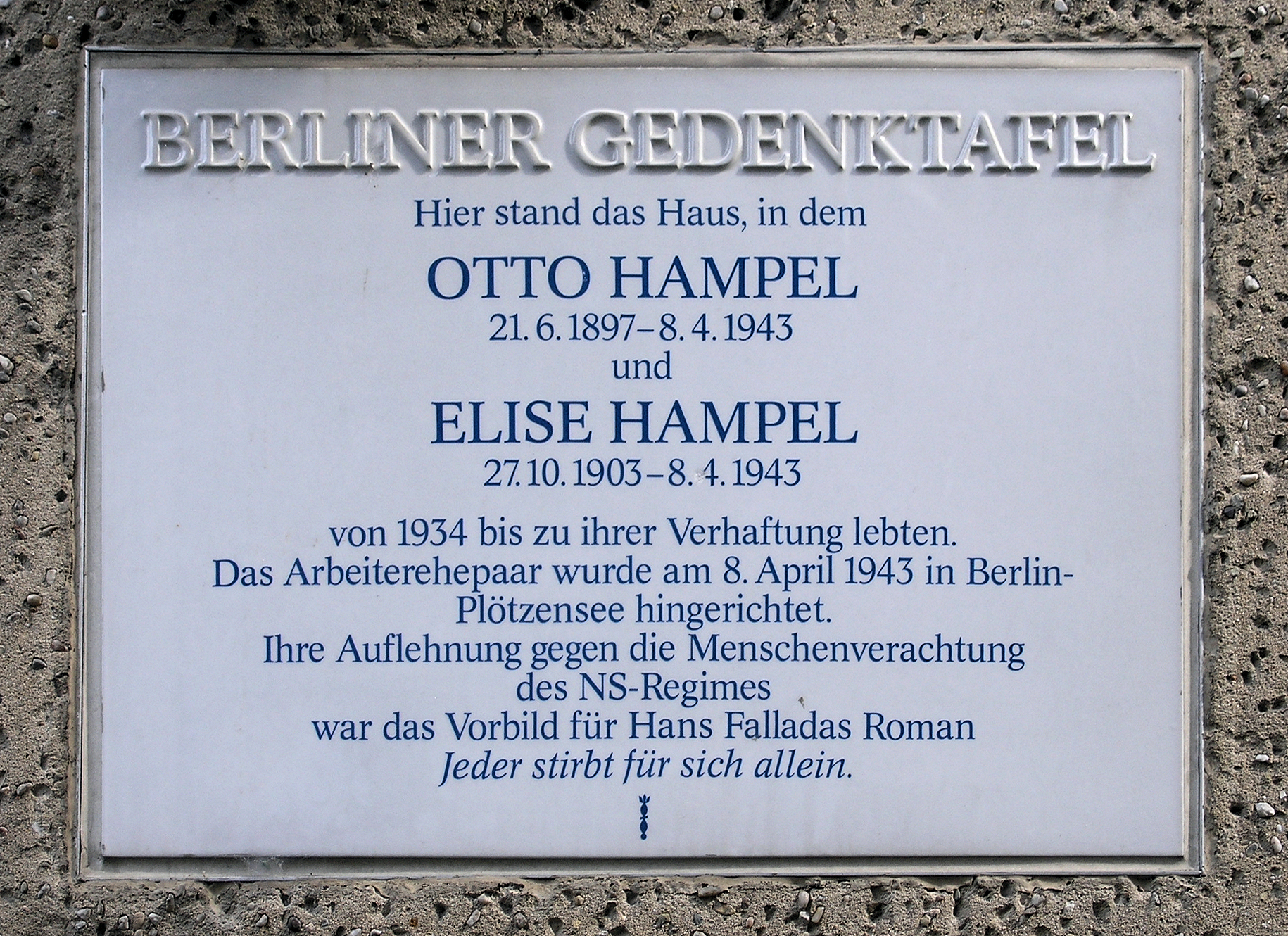
Berliner Gedenktafel am Haus Amsterdamer Straße 10 in Berlin-Wedding
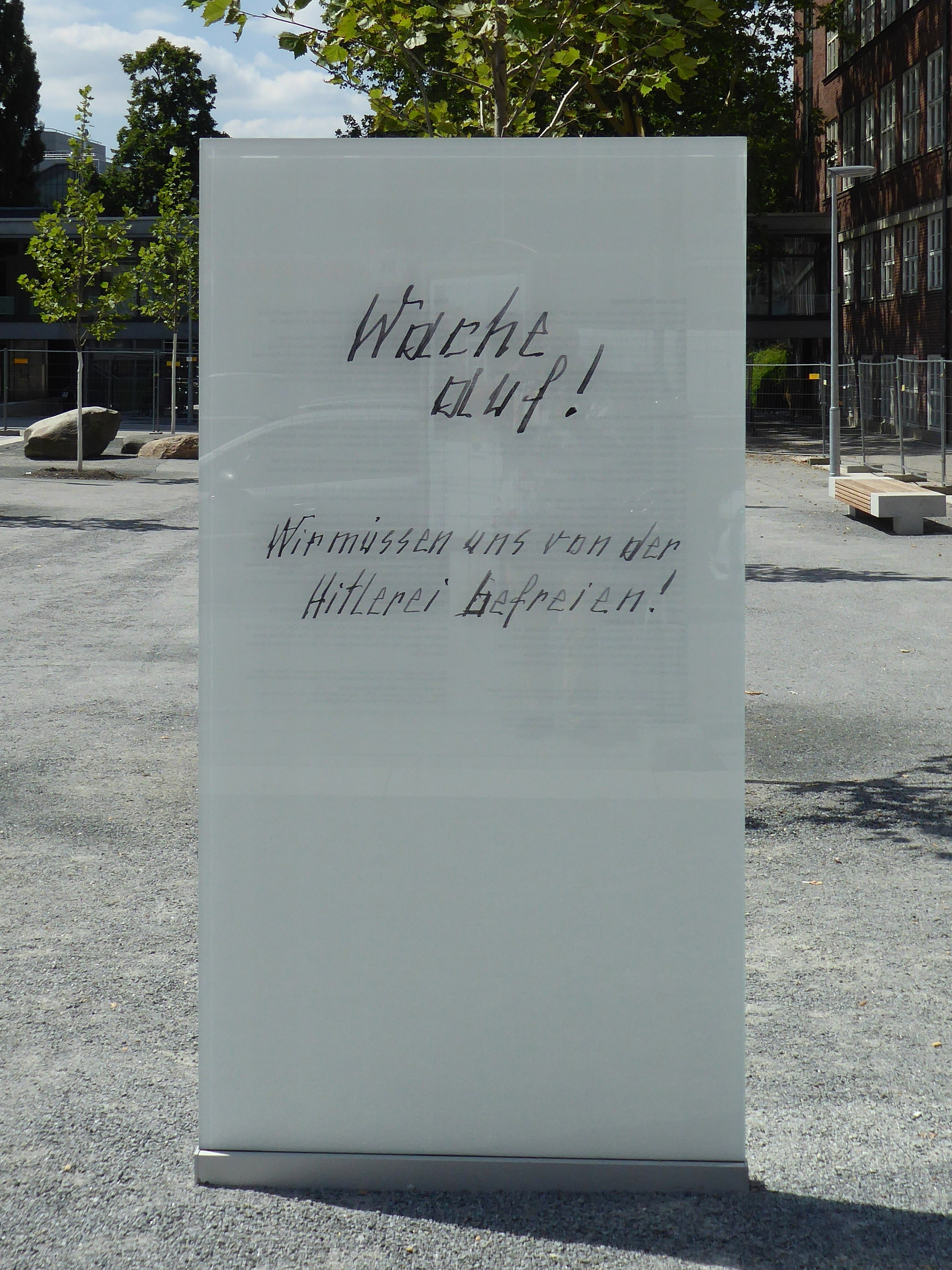
Gedenkstele am Rathaus Wedding von Ingeborg Lockemann
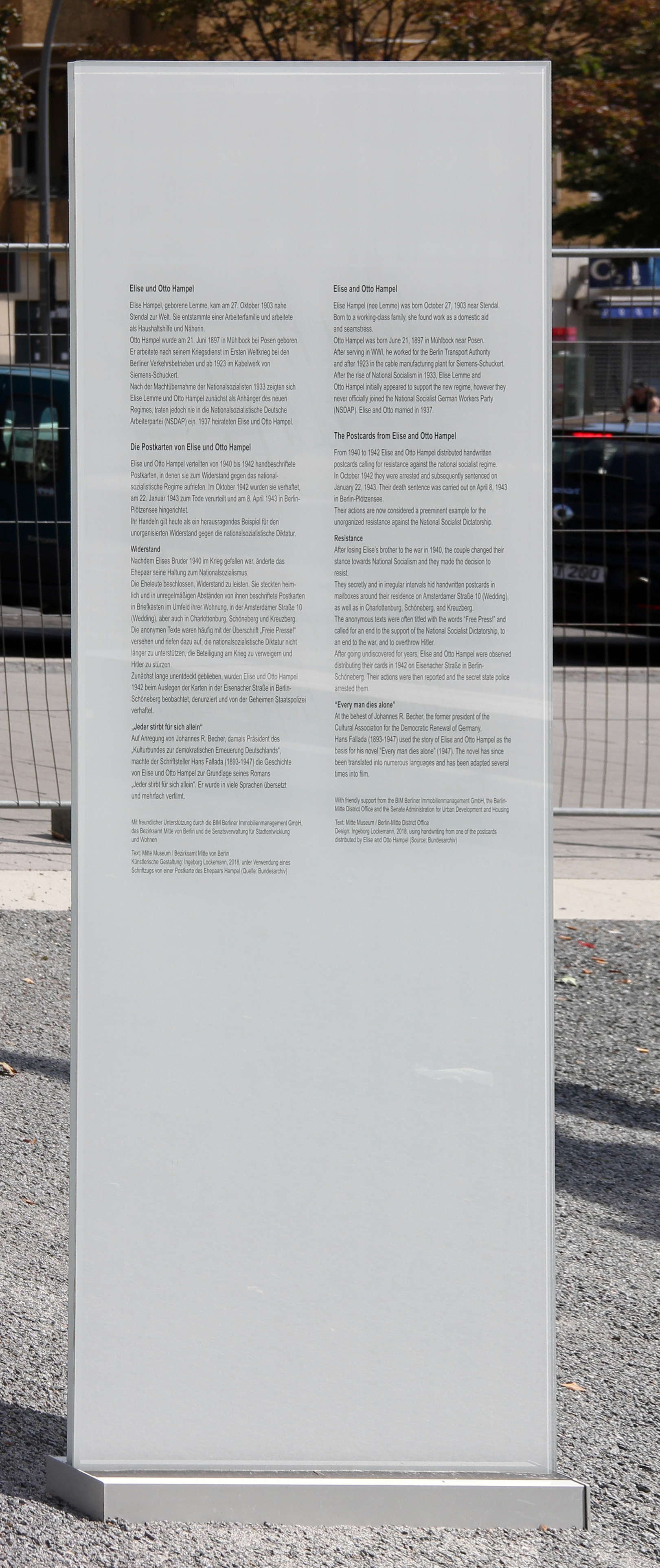
Gedenkstele am Rathaus Wedding von Ingeborg Lockemann
Titel auf dem Buchcover